# Бёттхер, Вольфганг
Вольфганг Бёттхер (нем. Wolfgang Boettcher; 30 января 1935, Берлин — 24 февраля 2021, там же) — немецкий виолончелист.

## Биография
Родился 30 января 1935 года в Берлине. Учился в Берлинской Высшей школе музыки у Рихарда Клемма. В 1957—1976гг. — вице-концертмейстер первых виолончелей в Берлинском филармоническом оркестре под управлением Герберта фон Караяна. В дальнейшем отказался от игры в оркестре ради педагогической деятельности: с 1976 г. профессор Берлинского университета искусств. В 2002 г. вместе со своим коллегой Борисом Пергаменщиковым стоял у истоков Международного конкурса виолончелистов имени Эммануэля Фойермана.
Обладал талантом ансамблевого исполнителя. Уже в 1958 г. он получил одну из наград конкурса исполнителей в Мюнхене за лучшую игру в дуэте (со своей сестрой, пианисткой Урсулой Треде). В 1972 г. был одним из основателей ансамбля «Двенадцать виолончелистов», многие годы выступал в составе струнного квартета под управлением Томаса Брандиса.
Среди его записей — Шесть сюит для виолончели соло Иоганна Себастьяна Баха (2008), сольные пьесы Пауля Хиндемита, Эрнста Кшенека, Дьёрдя Лигети, Луиджи Даллапикколы, Ханса Вернера Хенце, Витольда Лютославского и других композиторов XX века, со многими из которых Бёттхер был близко знаком. Совместно со скрипачом Ульфом Хёльшером он исполнил премьеру Двойного концерта для скрипки и виолончели с оркестром Ариберта Раймана.
Вместе с музыковедом Винфридом Папе написал книгу «Виолончель: История, строение, техника, репертуар» (нем. Das Violoncello – Geschichte, Bau, Technik, Repertoire; 1996, второе издание 2005).
Скончался 24 февраля 2021 года в Берлине.